# آتیلا (گروه موسیقی)
آتیلا (انگلیسی: Attila) یک گروه موسیقی متال‌کور آمریکایی از آتلانتا، جورجیا است که از سال ۲۰۰۵ آغاز به کار کرد.